# Antarchaea
Antarchaea är ett släkte av fjärilar. Antarchaea ingår i familjen nattflyn.

## Dottertaxa tillAntarchaea, i alfabetisk ordning[1]
- Antarchaea africana
- Antarchaea allecta
- Antarchaea alopecodes
- Antarchaea apicata
- Antarchaea atromacula
- Antarchaea bilinealis
- Antarchaea carnea
- Antarchaea cataplexis
- Antarchaea coniota
- Antarchaea cucullata
- Antarchaea curvata
- Antarchaea curvifera
- Antarchaea detersalis
- Antarchaea diacraspis
- Antarchaea digramma
- Antarchaea duplicalis
- Antarchaea erubescens
- Antarchaea flacillalis
- Antarchaea formosalis
- Antarchaea fragilis
- Antarchaea goniogramma
- Antarchaea haemaceps
- Antarchaea haematoessa
- Antarchaea helesusalis
- Antarchaea heliriusalis
- Antarchaea hypopsamma
- Antarchaea laevis
- Antarchaea leda
- Antarchaea lentistriata
- Antarchaea magalium
- Antarchaea mansueta
- Antarchaea marginalis
- Antarchaea mundalis
- Antarchaea muraenula
- Antarchaea numisma
- Antarchaea nyctichroa
- Antarchaea obliqualis
- Antarchaea olivescens
- Antarchaea oma
- Antarchaea opsiphora
- Antarchaea ossea
- Antarchaea pentheus
- Antarchaea poaphiloides
- Antarchaea polla
- Antarchaea pryeri
- Antarchaea punctilinea
- Antarchaea pyralomima
- Antarchaea rhodarialis
- Antarchaea rhodopa
- Antarchaea rosealis
- Antarchaea rufifascia
- Antarchaea sacraria
- Antarchaea scitula
- Antarchaea signifera
- Antarchaea silona
- Antarchaea similis
- Antarchaea sopora
- Antarchaea straminea
- Antarchaea subflavalis
- Antarchaea terminalis
- Antarchaea trigramma
- Antarchaea umbrifera
- Antarchaea uncifera
- Antarchaea usta
- Antarchaea viridaria
- Antarchaea xanthoptera
- Antarchaea zotica